# Plättchen-Phosphofructokinase
Die Phosphofructokinase, platelet type (zu deutsch Phosphofructokinase Typ Blutplättchen, PFKP) ist ein Enzym, das die Blutplättchen (P)-Untereinheit des tetrameren Enzyms Phosphofructokinase 1 bildet und den geschwindigkeitsbestimmenden Schritt der Glykolyse katalysiert, nämlich die Umwandlung von D-Fructose-6-phosphat zu D-Fructose-1,6-bisphosphat. PFKP wird durch das gleichnamige PFKP-Gen, welches sich beim Menschen auf Chromosom 10 befindet, codiert.

## Funktion
Das PFKP-Gen codiert für die Blutplättchen-Isoform der Phosphofructokinase 1 (PFK1). Phosphofructokinasen katalysieren die irreversible Umwandlung von Fructose-6-phosphat in Fructose-1,6-bisphosphat und sind Schlüsselenzyme für die Glykolyse. Das PFKP-Gen, das auf Chromosom 10p abgebildet wird, wird auch in Fibroblasten exprimiert. In Thrombozyten exprimierte tetramere Phosphofructokinase-Enzyme können aus den Untereinheiten P4, P3L und P2L2 bestehen.